# Conus mercator
Conus mercator é uma espécie de gastrópode do gênero Conus, pertencente à família Conidae.

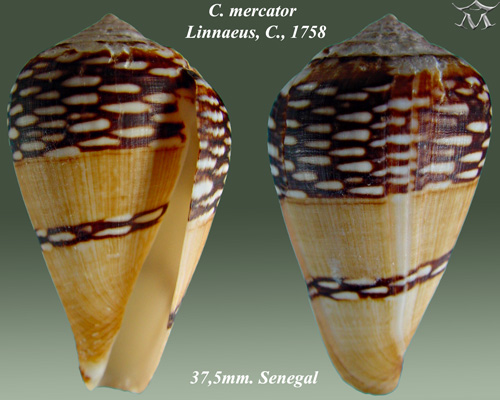
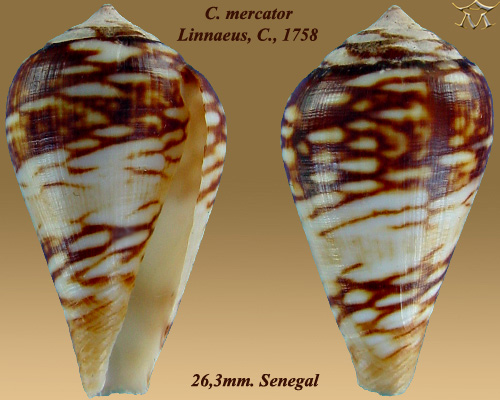
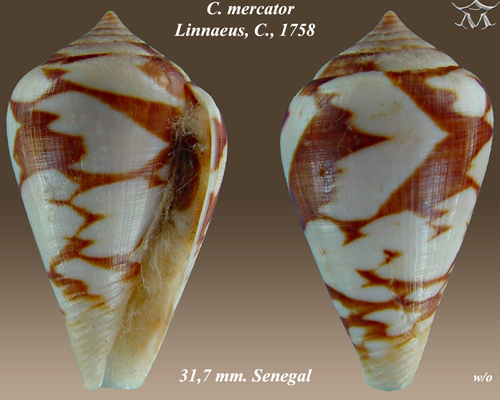
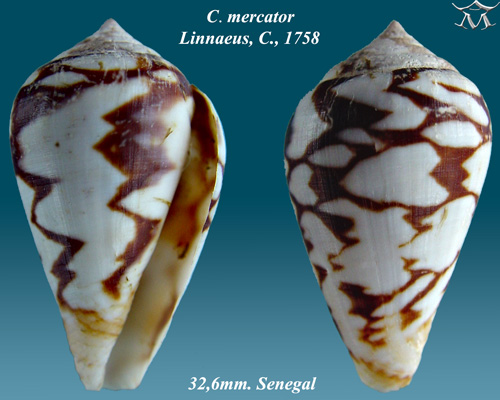
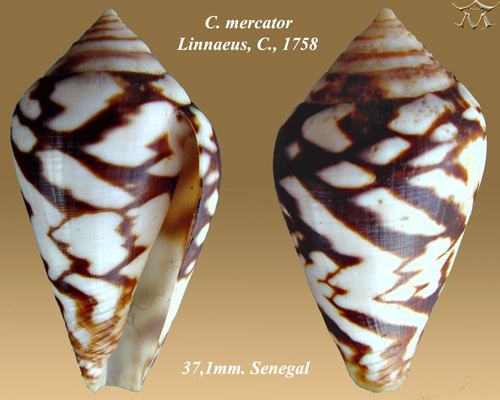
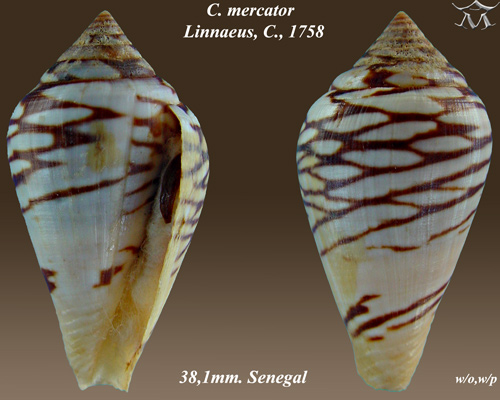
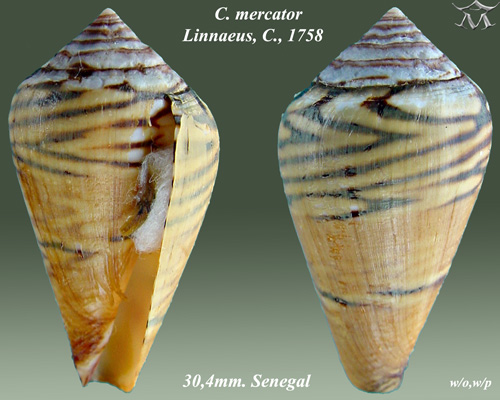
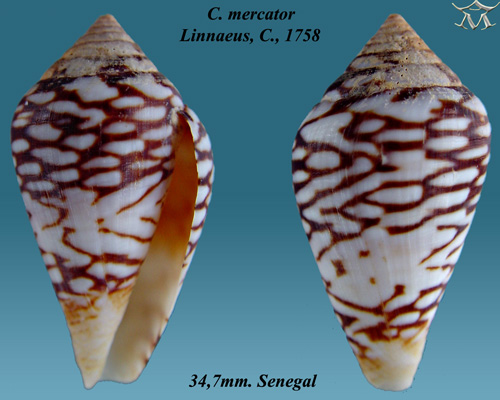
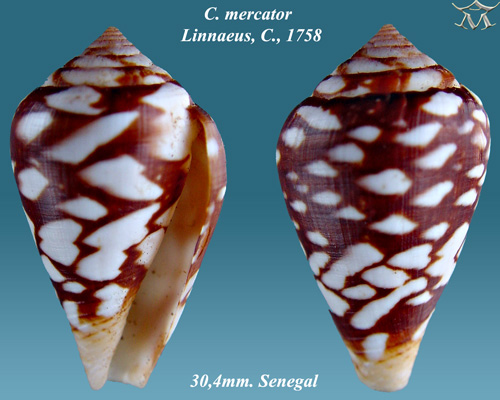
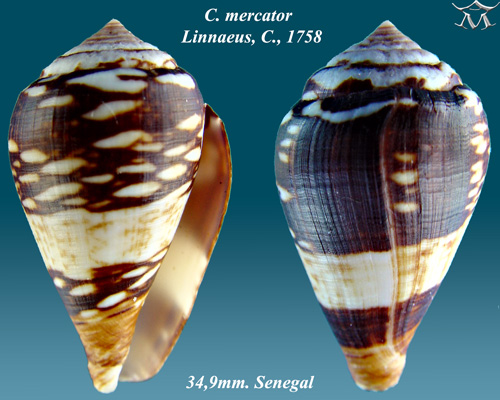
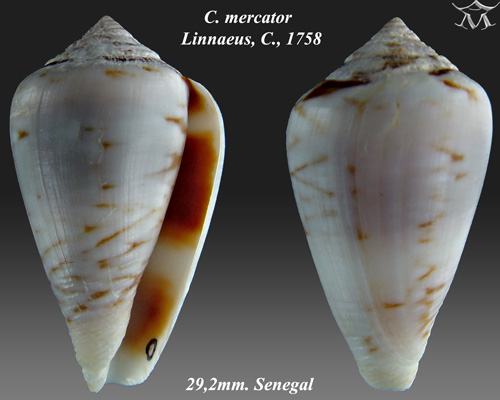